# Morrinhos do Sul
Morrinhos do Sul es un municipio brasileño del estado de Rio Grande do Sul, perteneciente a la microrregión de Osório.
Se encuentra ubicado a una latitud de 29º21'54" Sur y una longitud de 49º56'05" Oeste, estando a una altitud de 180 metros sobre el nivel del mar. Su población estimada para el año 2004 era de 3.537 habitantes.
Ocupa una superficie de 166,64 km².
- Datos: Q1750064
- Multimedia: Morrinhos do Sul / Q1750064